# Наспетти, Эмануэле
Эмануэ́ле Наспе́тти (итал. Emanuele Naspetti, 24 февраля, 1968, Анкона) — итальянский автогонщик, участник чемпионатов мира по автогонкам в классе Формула-1 в 1992-1993.

## Биография
В 1988 году стал чемпионом Италии в Формуле-3, с 1989 по 1992 год выступал в Формуле-3000, одержал пять побед. В конце 1992 года заменил в команде Формулы-1 «Марч» Поля Бельмондо, в пяти гонках очков не набрал. На следующий год стартовал в Гран-при Португалии 1993 года, до финиша не добрался. С 1994 по 1999 год выступал в итальянском чемпионате кузовных автомобилей, в 1997 году стал чемпионом Италии в классе «Туринг». В 2000 году соревновался в европейском чемпионате туринговых автомобилей, занял пятое место. С 2001 года участвует в чемпионатах FIA GT, ALMS и WTCC.

## Результаты выступлений в Формуле-1
| Легенда к таблице |                                                                    |
| --- | ------------------------------------------------------------------ |
| В таблице перечислены результаты всех Гран-при Формулы-1, в которых принимал участие гонщик. Строками таблицы являются сезоны, столбцами — этапы чемпионата мира. В каждой клетке указаны сокращённое название этапа и результат, дополнительно обозначенный цветом. Расшифровка обозначений и цветов представлена в нижеследующей таблице. |                                                                    |
| \| Пример \| Описание \| \| ------------ \| ------------------------------------------------------------------ \| \| 1 \| Победитель \| \| 2 \| Второе место \| \| 3 \| Третье место \| \| 5 \| Финишировал, заработав очки \| \| Сход \| Не финишировал, но при этом заработал очки \| \| 12 \| Финишировал, не получив очков \| \| НКЛ \| Финишировал, но не попал в финальную классификацию \| \| 15 \| Участвовал вне зачёта, либо по отдельной классификации \| \| 18 \| Не финишировал, но попал в финальную классификацию \| \| Сход \| Не финишировал \| \| НКВ \| Не прошёл квалификацию \| \| НПКВ \| Не прошёл предквалификацию \| \| ДСК \| Дисквалифицирован \| \| ИСК \| Исключён из протокола соревнований \| \| ТТ \| Заявлен для участия только в тренировках \| \| НС \| Участвовал в квалификации, но не стартовал в гонке \| \| Т \| Травмирован или болен \| \| ОТК \| Отказ от участия \| \| НТР \| Прибыл на соревнования, но на трассу не выезжал \| \| НПР \| Был заявлен в числе участников, но не прибыл к началу соревнований \| \| О \| Соревнования отменены \| \| \| Не участвовал \| \| Поул-позиция \| \| \| Быстрый круг \| \| |                                                                    |
| Пример | Описание                                                           |
| 1 | Победитель                                                         |
| 2 | Второе место                                                       |
| 3 | Третье место                                                       |
| 5 | Финишировал, заработав очки                                        |
| Сход | Не финишировал, но при этом заработал очки                         |
| 12 | Финишировал, не получив очков                                      |
| НКЛ | Финишировал, но не попал в финальную классификацию                 |
| 15 | Участвовал вне зачёта, либо по отдельной классификации             |
| 18 | Не финишировал, но попал в финальную классификацию                 |
| Сход | Не финишировал                                                     |
| НКВ | Не прошёл квалификацию                                             |
| НПКВ | Не прошёл предквалификацию                                         |
| ДСК | Дисквалифицирован                                                  |
| ИСК | Исключён из протокола соревнований                                 |
| ТТ | Заявлен для участия только в тренировках                           |
| НС | Участвовал в квалификации, но не стартовал в гонке                 |
| Т | Травмирован или болен                                              |
| ОТК | Отказ от участия                                                   |
| НТР | Прибыл на соревнования, но на трассу не выезжал                    |
| НПР | Был заявлен в числе участников, но не прибыл к началу соревнований |
| О | Соревнования отменены                                              |
| | Не участвовал                                                      |
| Поул-позиция |                                                                    |
| Быстрый круг |                                                                    |

| Год  | Команда | Шасси       | Двигатель | 1   | 2   | 3   | 4   | 5   | 6   | 7   | 8   | 9   | 10  | 11  | 12     | 13       | 14       | 15     | 16       | Место | Очки |
| ---- | ------- | ----------- | --------- | --- | --- | --- | --- | --- | --- | --- | --- | --- | --- | --- | ------ | -------- | -------- | ------ | -------- | ----- | ---- |
| 1992 | March   | March CG911 | Ilmor     | ЮАР | МЕК | БРА | ИСП | САН | МОН | КАН | ФРА | ВЕЛ | ГЕР | ВЕН | БЕЛ 12 | ИТА Сход | ПОР 11   | ЯПО 13 | АВС Сход | -     | 0    |
| 1993 | Jordan  | Jordan 193  | Hart      | ЮАР | БРА | ЕВР | САН | ИСП | МОН | КАН | ФРА | ВЕЛ | ГЕР | ВЕН | БЕЛ    | ИТА      | ПОР Сход | ЯПО    | АВС      | -     | 0    |